# Sardulus spelaeus
Sardulus spelaeus är en skalbaggsart som beskrevs av Saverio Patrizi 1955. Sardulus spelaeus ingår i släktet Sardulus och familjen stumpbaggar. Inga underarter finns listade i Catalogue of Life.